# Absolutely Live (Toto)
Absolutely Live is het eerste live-album opgenomen door de band Toto (alhoewel er al wel eerder een live-video is uitgekomen). Dit is opgenomen tijdens de Kingdom of Desire tournee in 1992.

## Musici
- Steve Lukather - gitaar en zang
- David Paich - toetsen
- Mike Porcaro - basgitaar
- Simon Phillips - slagwerk
- Chris Truiljo - percussie
- Jenny Douglas - achtergrondzang
- Donna McDaniel - achtergrondzang
- John James - achtergrondzang

## Composities
| 1.                 | Hydra                              | David Paich, Steve Porcaro, Steve Lukather, Jeff Porcaro, David Hungate, Bobby Kimball | 7:44  |
| 2.                 | Rosanna                            | Paich                                                                                  | 8:25  |
| 3.                 | Kingdom of Desire                  | Danny Kortchmar                                                                        | 8:02  |
| 4.                 | Georgy Porgy                       | Paich                                                                                  | 3:45  |
| 5.                 | 99                                 | Paich                                                                                  | 3:01  |
| 6.                 | I Won't Hold You Back              | Lukather                                                                               | 2:09  |
| 7.                 | Don't Stop Me Now                  | Lukather, Paich                                                                        | 2:35  |
| 8.                 | Africa                             | Paich, Jeff Porcaro                                                                    | 6:11  |
| 9.                 | Don't Chain My Heart               | Toto                                                                                   | 7:21  |
| 10.                | I'll Be Over You                   | Randy Goodrum, Lukather                                                                | 5:38  |
| 11.                | Home of the Brave                  | Lukather, Paich, Jimmy Webb, Joseph Williams                                           | 7:07  |
| 12.                | Hold the Line                      | Paich                                                                                  | 10:44 |
| 13.                | With a Little Help from My Friends | Lennon-McCartney                                                                       | 10:08 |
| Totale duur: 82:50 |                                    |                                                                                        |       |